# Cheetah Cars
Cheetah Cars war ein britischer Hersteller von Automobilen.

## Unternehmensgeschichte
Kevin Mason gründete 1983 das Unternehmen in Newcastle upon Tyne in der Grafschaft Tyne and Wear. Er begann mit der Produktion von Automobilen und Kits. Der Markenname lautete Cheetah. 1984 erfolgte der Umzug nach Chester-le-Street im County Durham. 1986 endete die Produktion. Insgesamt entstanden etwa 19 Exemplare. Eine Quelle schreibt von miserabler Qualität und schlecht durchdachten Konstruktionen.

## Fahrzeuge
Der GT 40 von 1983 war die Nachbildung eines Ford GT 40 und blieb ein Einzelstück.
Der Mirach von 1983 ähnelte etwas dem Lamborghini Miura. Der Vierzylinder-Boxermotor kam vom Alfa Romeo Alfasud und die Windschutzscheibe vom Ford Cortina. Der Hersteller selbst warnte vor einem schwierigen Zusammenbau. Lediglich ein Exemplar entstand.
Der Mirach 2 als Nachfolger des Mirach wurde 1984 auf der Kit-Car-Show in Stoneleigh präsentiert. Er hatte mehr Ähnlichkeit mit dem Lamborghini Miura. Die Basis bildete wahlweise der Jaguar XJ 6 oder der Ford Granada. Es gab verschiedene Ausführungen: eine mit einem Alfasud-Motor als Mittelmotor, eine mit einem Semi-Monocoque und Vierzylindermotor von Ford, sowie V6-Motoren von Ford und V8-Motoren von Rover als Frontmotor. Bis 1986 entstanden drei Exemplare.
Vom Shamal wurden zwischen 1984 und 1986 zwei Exemplare verkauft. Dies war ein Coupé. Auch hier standen verschiedene Ausführungen im Sortiment. Mit dem Motor vom Lancia Beta als Mittelmotor bot das Fahrzeug Platz für 2 + 2 Personen. Eine Version hatte den Motor vom Ford Escort vorne im Fahrzeug und Hinterradantrieb. Zweisitzer gab es mit dem Motor vom Alfasud, wahlweise als Mittelmotor oder mit Frontantrieb.
Die Viper war mit elf verkauften Exemplaren zwischen 1984 und 1986 das erfolgreichste Modell. Es war die Nachbildung eines AC Cobra. Viele Teile kamen von Triumph und Ford, die Windschutzscheibe von MG.
Der SV 1 stand von 1985 bis 1986 im Angebot. Es war ein Roadster. Motoren kamen vom Lancia Beta oder Alfasud. Von diesem Modell entstand ein Exemplar.